# Dendropemon caymanensis
Dendropemon caymanensis là một loài thực vật có hoa trong họ Loranthaceae. Loài này được Proctor mô tả khoa học đầu tiên năm 1977.